# 瓦爾瓦里夫卡 (多林斯卡區)
48°16′3″N 33°0′54″E / 48.26750°N 33.01500°E

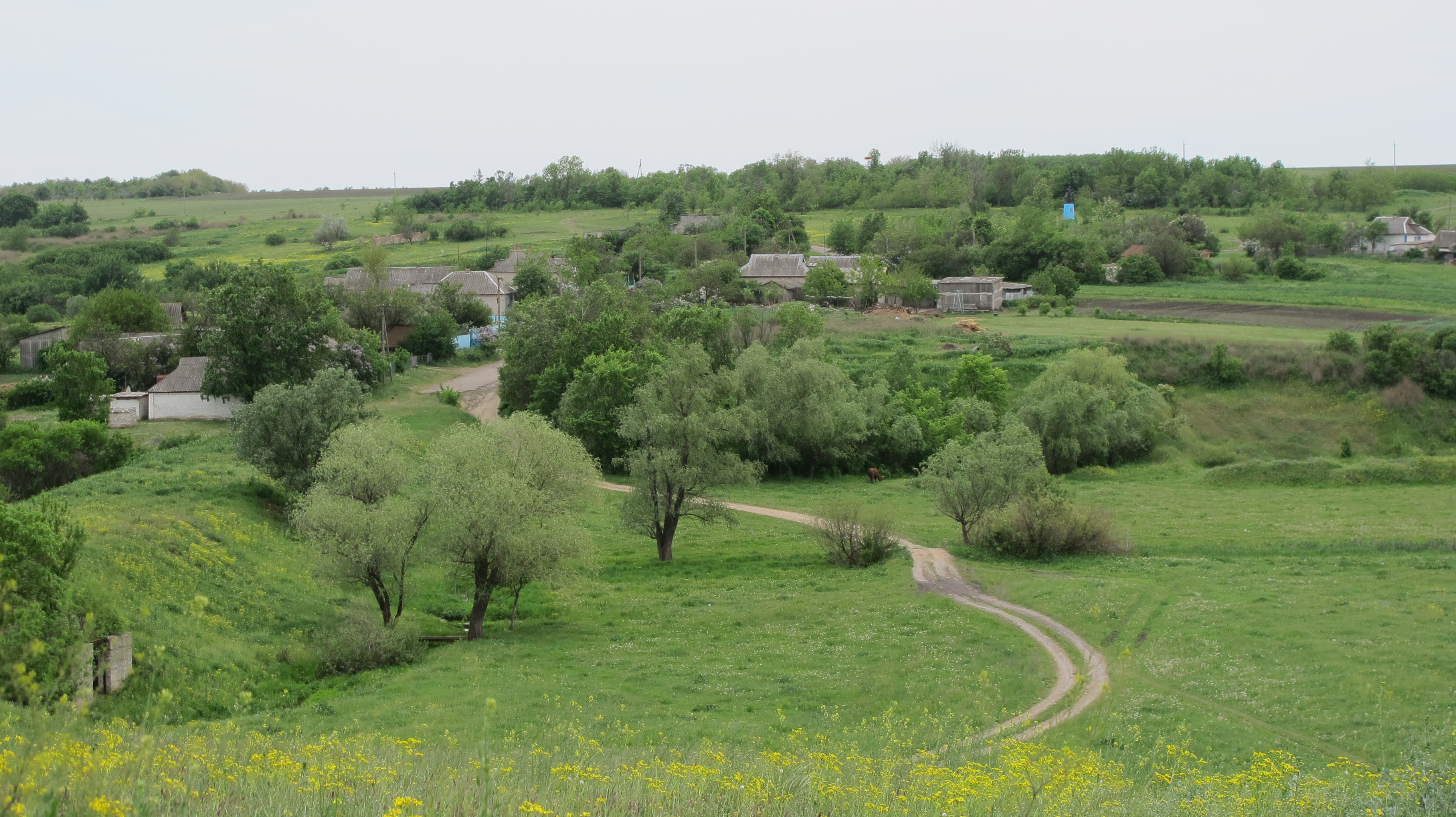

瓦爾瓦里夫卡（烏克蘭語：Варварівка），是烏克蘭中部的村莊，隸屬基洛夫格勒州的克羅皮夫尼茨基區。該村面積8.18平方公里，海拔高度137米，2025年人口481，人口密度每平方公里117.24人。